# Bicycle Race
Bicycle Race är en låt skriven av Freddie Mercury och inspelad av den brittiska rockgruppen Queen. Låten gavs ut som singel tillsammans med gitarristen Brian Mays låt Fat Bottomed Girls som dubbel A-sida den 13 oktober 1978. Låten återfinns också på gruppens sjunde studioalbum Jazz, som släpptes drygt en månad senare. Det var cykelloppet Tour de France som inspirerade Freddie Mercury att skriva låten. Låten är berömd för sitt "cykelklocksolo" som ofta upprepades live under Queens konserter av publiken.
Låten nådde plats elva på den brittiska singellistan och plats 24 på Billboard Hot 100.

## Musikvideo
Till videon hade gruppen 50 nakna kvinnor cyklande inne på Wimbledon Stadium, vilket gjorde att videon förbjöds till dess att den censurerats. Företaget som hyrt ut cyklarna vägrade ta tillbaka de cyklar där sadeln använts.

## Medverkande
- Freddie Mercury - sång, piano
- John Deacon - bas
- Brian May - gitarr, kör
- Roger Taylor - trummor, kör